# Naldo
Naldo (* 10. September 1982 in Londrina; bürgerlich Ronaldo Aparecido Rodrigues) ist ein ehemaliger brasilianischer Fußballspieler und heutiger -trainer. Er war unter anderem 13 ½ Jahre bei Werder Bremen, dem VfL Wolfsburg und FC Schalke 04 in der Bundesliga aktiv und besitzt seit 2014 auch die deutsche Staatsangehörigkeit. Typisch für den torgefährlichen Innenverteidiger waren seine hart geschossenen Freistöße.

## Karriere als Spieler

### Im Verein

#### Anfänge in Brasilien
In seiner Jugend hatte er für den RS Futebol Clube aus Alvorada gespielt, einen brasilianischen Fußballverein, der gleichzeitig auch eine Ausbildungs- und Spieleragentur tätig ist, bevor er ab Januar 2004 beim brasilianischen Erstligaverein Esporte Clube Juventude aktiv war.

#### Werder Bremen

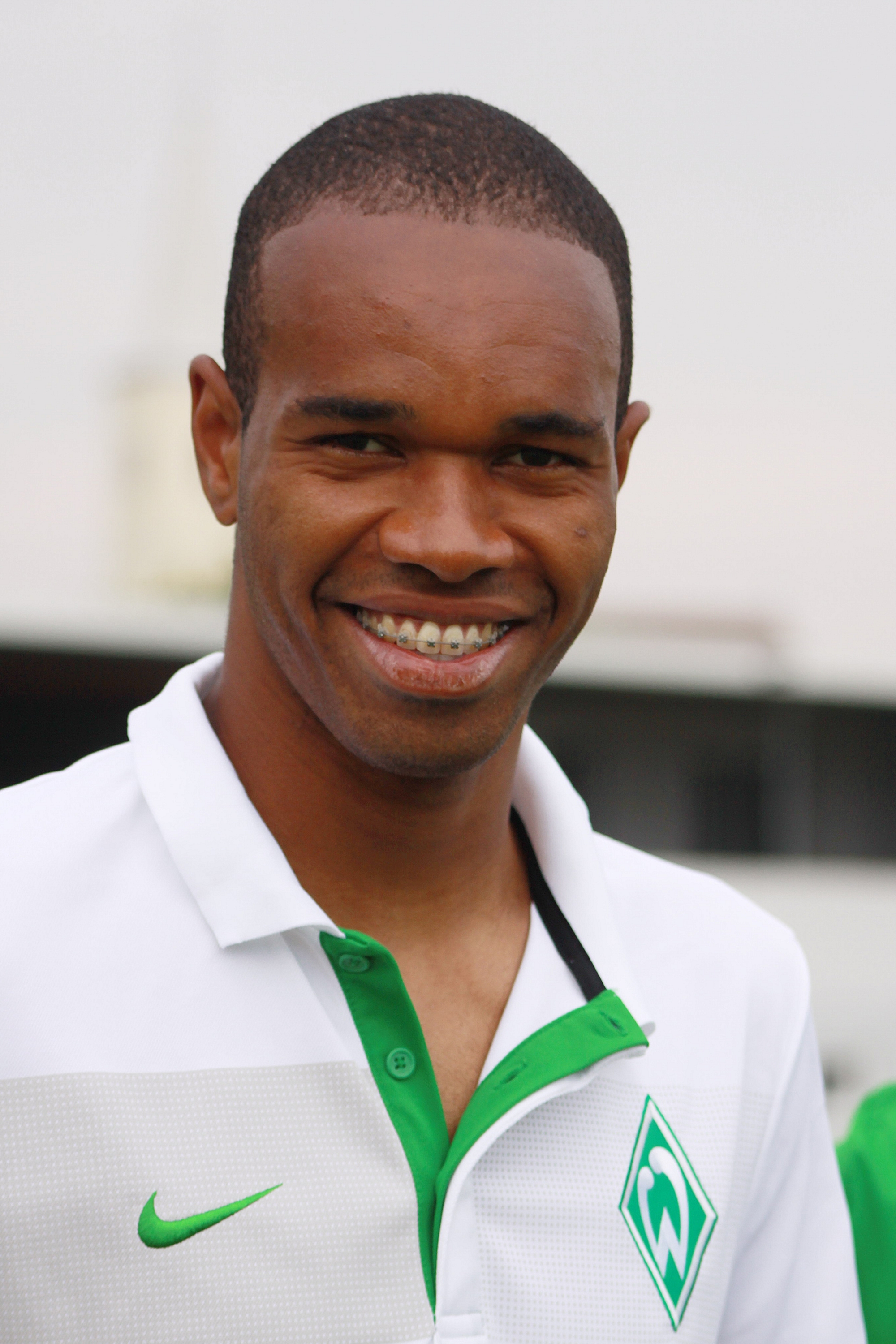
Naldo bei Werder Bremen (2009)

Nachdem Naldo in Südamerika als talentierter Innenverteidiger in der brasilianischen Liga aufgefallen war, verpflichtete ihn Werder Bremen im Jahre 2005 als Nachfolger des zum FC Bayern München gewechselten Valérien Ismaël. Bei Werder erhielt Naldo die Rückennummer 4 und war sofort Stammspieler. In seiner ersten Bundesligasaison stand er 32-mal in der Startelf. Sein erstes Bundesliga-Tor erzielte er am 19. November 2005 gegen den VfL Wolfsburg. In der Champions League traf der Brasilianer erstmals am 18. Oktober 2006 per Freistoß gegen den bulgarischen Verein Lewski Sofia. In der Saison 2006/07 sicherte er den Bremern mit seinem Tor zum 2:1-Endstand im Spiel gegen den VfL Wolfsburg die Herbstmeisterschaft.
Im April 2010 zog Naldo sich im Spiel gegen Wolfsburg bei einem Zweikampf mit Grafite ein Knochenödem im rechten Knie zu. Mit Schmerzmitteln bestritt er dennoch die verbleibenden Spiele der Saison. An der Vorbereitung zur Saison 2010/11 konnte er jedoch nicht mehr teilnehmen. Die Therapie galt als schwierig, weil die Verletzung selten ist und die genaue Ursache nicht bekannt war. Zunächst wurde Naldo in Deutschland von Hans-Wilhelm Müller-Wohlfahrt, Ulrich Boenisch und Werder Bremens Mannschaftsarzt Götz Dimanski konservativ behandelt. Gegen den Rat der deutschen Ärzte und des Werder-Managements flog Naldo schließlich nach Brasilien und ließ sich dort von José Luiz Runco, dem Arzt der brasilianischen Nationalmannschaft, untersuchen. Auf dessen Rat wurde Naldos Knie schon wenige Tage später operiert, wobei der Knorpel gezielt beschädigt wurde. Ärzte prognostizierten, dass Naldo noch mindestens neun Monate zur Genesung benötigen würde. Befürchtet wurde auch, dass der Knorpelschaden später zu weiteren Knieproblemen führen könnte.
Am 10. September 2011 (5. Spieltag) kam er beim 2:0-Sieg im Heimspiel gegen den Hamburger SV zum ersten Mal nach 15 Monaten wieder in einem Pflichtspiel zum Einsatz, als er in der 86. Spielminute für Claudio Pizarro eingewechselt wurde. Unterbrochen von einer durch Probleme mit dem linken Knie bedingten Pause war Naldo erneut Leistungsträger der Mannschaft.
In seiner gesamten Zeit bei Werder Bremen galt Naldo als Leistungsträger und Publikumsliebling. Er gewann 2009 den DFB-Pokal, wurde zweimal Vizemeister (2006, 2008), stand 2009 im Finale des UEFA-Pokals und 2010 noch einmal im Finale des DFB-Pokals.
Sein Vertrag bei Werder Bremen lief bis zum 30. Juni 2013.

#### VfL Wolfsburg

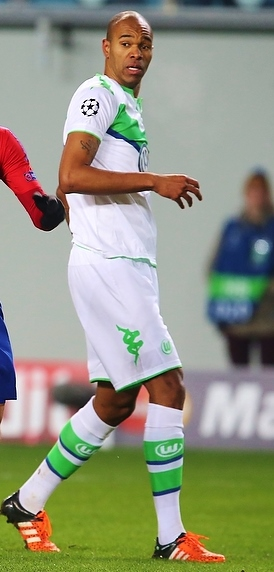
Naldo im Trikot des VfL Wolfsburg (2015)

Zur Saison 2012/13 wechselte Naldo zum Ligakonkurrenten VfL Wolfsburg. Angaben über die Ablösesumme wurden von den Vereinen nicht gemacht. Im Vorfeld hatten nach dem Medizincheck Zweifel bestanden, ob seine überstandene Knieverletzung langfristig noch zu Folgeproblemen führen könnte. In seinem ersten Pflichtspiel für die Wolfsburger gab er in der ersten Hauptrunde des DFB-Pokals gegen den FC Schönberg 95 (5:0) eine Torvorlage. In der Liga wurde Naldo Stammspieler bei den Niedersachsen und stand in allen 17 Spielen der Hinrunde auf dem Platz. Sein erstes Ligator für den VfL Wolfsburg erzielte er am 18. November 2012 im Spiel gegen 1899 Hoffenheim. Den Rückrundenauftakt verpasste Naldo aufgrund einer Gelbsperre, zwei weitere Rückrundenspiele wegen einer Muskelverletzung. Im DFB-Pokal schied man im Halbfinale gegen Bayern München aus. Naldo absolvierte 31 Ligaspiele und konnte starke sechs Tore erzielen.
Auch in der Saison 2013/14 agierte Naldo als Stammspieler in der Innenverteidigung der Wolfsburger. Er verpasste lediglich ein Ligaspiel aufgrund einer Gelbsperre. In 33 Spielen schoss er drei Tore und bereitete zwei weitere vor. Auch dank Naldo qualifizierte man sich für die UEFA Europa League. Im DFB-Pokal schied man erneut im Halbfinale aus, diesmal gegen Borussia Dortmund. In diesem Wettbewerb erzielte er ein Tor und bereitete eines vor.
Die Saison 2014/15 sollte Naldos stärkste Saison im Trikot des Vfl Wolfsburgs werden. In nur 32 Spielen schoss als Innenverteidiger sieben Tore und bereitete zwei weitere Treffer vor. Der VfL Wolfsburg qualifizierte sich als Vizemeister für die Champions League und gewann den DFB-Pokal im Endspiel gegen Borussia Dortmund. Beim 3:1-Sieg im Finale bereitete Naldo ein Tor vor. In der Europa League schafften es die Niedersachsen bis ins Viertelfinale, in dem man sich dem SSC Neapel geschlagen geben musste. Elf Spiele bestritt Naldo in diesem Wettbewerb, in dem er ein Tor schoss und zwei weitere Treffer vorbereitete.
Obwohl man den DFL-Supercup gegen die Bayern gewann, sollte die Saison 2015/16 Naldos schwächste Saison als Wolfsburger werden. Unter anderen konnte man den Leistungsträger Kevin De Bruyne nicht ersetzen. In 29 Spielen blieb Naldo erstmals torlos und der VfL verpasste die Qualifikation für einen internationalen Wettbewerb. Im Pokal schied man in der zweiten Hauptrunde gegen Bayern München aus. In der Champions League war Schluss im Viertelfinale gegen Real Madrid, obwohl man das Hinspiel 2:0 gewonnen hatte. Zuvor war Naldo der entscheidende Mann im letzten Gruppenspiel gegen Manchester United gewesen; beim 3:2-Sieg erzielte er zwei Tore – es waren seine einzigen Pflichtspieltore in dieser Saison.

#### FC Schalke 04

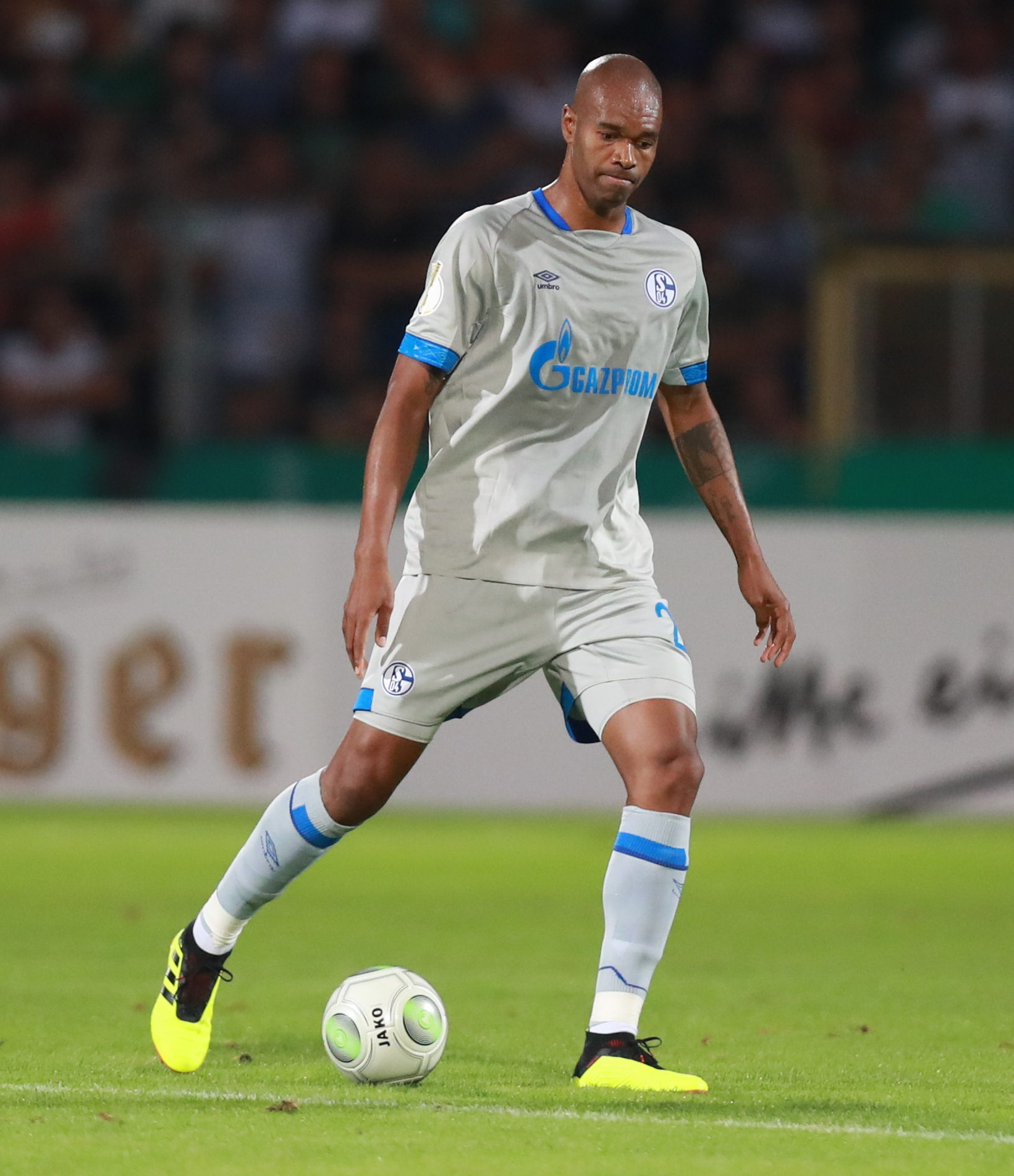
Naldo im Trikot des FC Schalke 04 (2018)

Nachdem sein Vertrag beim VfL Wolfsburg zum Ende der Saison 2015/16 ausgelaufen war, verpflichtete ihn der FC Schalke 04 bis zum 30. Juni 2018. Bei den Schalkern bekam er das Trikot mit der Rückennummer 29. Er avancierte sofort zum Stammspieler in der Innenverteidigung, konnte aber den mit fünf Niederlagen in Folge schlechtesten Saisonstart der Schalker nicht verhindern. Am 10. Spieltag der Bundesliga, gab er im Spiel gegen seinen Ex-Verein Werder Bremen seine erste Torvorlage. Am 14. Spieltag wurde er im Spiel gegen Bayer 04 Leverkusen schon nach vier Minuten des Feldes verwiesen und verpasste aufgrund einer Sperre die folgenden zwei Spiele. Am 4. Februar 2017 erzielte er im Ligaspiel gegen Bayern München mit einem Freistoß sein erstes Ligator für Schalke 04. Das Spiel endete 1:1. Nur vier Tage später traf er im DFB-Pokal Spiel gegen den SV Sandhausen erneut. Ende Februar 2017 zog sich Naldo einen schweren Muskelteilabriss zu und verpasste dadurch die Achtel- und Viertelfinalspiele der Schalker in der Europa League und das Viertelfinale im DFB-Pokal. In beiden Wettbewerben schied Schalke aus. Erst am letzten Spieltag der Bundesliga feierte er beim 1:1 gegen den FC Ingolstadt 04 sein Comeback.
Nach dem Weggang von Benedikt Höwedes zu Juventus Turin zur Saison 2017/18 wurde Naldo neuer Abwehrchef der Schalker Hintermannschaft. Der neue Trainer Domenico Tedesco baute auf drei Innenverteidiger, sodass neben dem gesetzten Naldo Thilo Kehrer, Matija Nastasić oder Benjamin Stambouli agierten. Das DFB-Pokalspiel gegen den BFC Dynamo verpasste Naldo wegen einer Zerrung. In der Bundesliga kam er in allen 17 Hinrundenpartien jeweils über 90 Minuten zum Einsatz. Es gelangen ihm fünf Tore, darunter zwei Ausgleichstreffer in letzter Minute gegen Borussia Dortmund und Eintracht Frankfurt. Am Saisonende wurde er mit dem FC Schalke 04 Vizemeister.
In der Hinrunde der Saison 2018/19 verlor Naldo seinen Stammplatz. Trainer Tedesco variierte während der schwachen Schalker Vorrunde, die man mit 18 Punkten auf dem 13. Tabellenplatz abschloss, zwischen zwei und drei Innenverteidigern. Während bei einer Viererkette meist Nastasić (13 Bundesligaeinsätze in der Hinrunde) neben dem Neuzugang Salif Sané (17) verteidigte, wurde die Innenverteidigung bei drei Innenverteidigern entweder mit Stambouli (8, davon eine Einwechslung) oder Naldo (7) ergänzt. Dennoch verlängerte Naldo im Oktober 2018 seinen Vertrag bis zum 30. Juni 2020.

#### AS Monaco
Nachdem Naldo seinen Stammplatz beim FC Schalke 04 verloren hatte, verließ er Anfang Januar 2019 nach 13 ½ Jahren die Bundesliga und wechselte in die französische Ligue 1 zur abstiegsbedrohten AS Monaco, bei der er einen Vertrag mit einer Laufzeit bis zum 30. Juni 2020 erhielt. Bis zum Saisonende kam er unter den Cheftrainern Thierry Henry und dessen Nachfolger Leonardo Jardim in 7 Ligaspielen (5-mal von Beginn) zum Einsatz. Dabei sah Naldo in seinem zweiten und dritten Spiel jeweils die rote Karte. Unter Jardim konnte der Vizemeister der Vorsaison schließlich den Klassenerhalt erreichen. Ohne einen weiteren Pflichtspieleinsatz in der Folgesaison unter Jardim und dessen Nachfolger Robert Moreno einigten sich Naldo und der Verein am 17. Januar 2020 auf eine Auflösung des noch bis zum Saisonende gültigen Vertrags.

### Nationalmannschaft
Am 14. März 2007 wurde Naldo erstmals für die Seleção nominiert. Gemeinsam mit seinem Vereinsmitspieler Diego wurde Naldo für die Test-Länderspiele der Nationalmannschaft gegen die Auswahl der Türkei und die von England sowie für die Südamerikameisterschaft berufen, die vom 26. Juni bis 15. Juli 2007 in Venezuela stattfand. Er debütierte am 1. Juni 2007 im neuen Wembley-Stadion beim 1:1 gegen England in der Startelf. Im folgenden Monat gewann er mit der Mannschaft die Südamerikameisterschaft, konnte sich jedoch trotz seiner guten Leistungen in der Bundesliga nicht in der Nationalmannschaft etablieren. Sein viertes und letztes Länderspiel bestritt Naldo noch im August desselben Jahres. 2009 wurde er von Dunga zwar wieder für die Nationalmannschaft nominiert, kam jedoch nicht zum Einsatz.

### Spielweise
Naldo hatte ein hervorragendes Stellungsspiel und eine gute Technik. Er war für sehr harte Schüsse besonders bei Freistößen bekannt. Zudem konnte er aufgrund seiner Lufthoheit im gegnerischen Strafraum vor allem nach Standards Tore erzielen (größtenteils mit dem Kopf), was Naldo seinerzeit zu einem der torgefährlichsten Innenverteidiger der Bundesliga machte.

## Karriere als Trainer
Ende September 2020 wurde Naldo beim FC Schalke 04 neben den Co-Trainern Onur Cinel und Matthias Kreutzer „Mitglied des Trainerstabs“ unter dem ebenfalls neu eingestellten Cheftrainer Manuel Baum. Beim Spielersatztraining nach der Niederlage am 8. Spieltag, nach dem die Mannschaft mit 3 Punkten auf dem letzten Platz stand, geriet der Brasilianer mit dem Spieler Vedad Ibišević aneinander, woraufhin Baum die Einheit abbrach. Drei Tage später gab der Verein bekannt, den Vertrag mit Ibišević zum 31. Dezember 2020 aufzulösen. Der „emotionale Ausbruch im Training“ habe mit der Entscheidung jedoch nichts zu tun. Laut der WAZ ist Ibišević’ Verhalten jedoch als „unverzeihliche Respektlosigkeit“ gewertet worden. Der Stürmer wurde darüber hinaus bis zum Auflösungstermin freigestellt. Nachdem Baum nach dem 12. Spieltag ebenfalls freigestellt worden war, blieb Naldo in der Folge auch unter dessen interimistischem Nachfolger Huub Stevens sowie dem folgenden Cheftrainer Christian Gross im Trainerstab. Weiters wurde im Januar 2021 mit Rainer Widmayer neben Cinel und Kreutzer noch ein dritter Assistent verpflichtet. Nach der Entlassung Gross’ Ende Februar 2021 und der Verpflichtung von Dimitrios Grammozis als fünftem Cheftrainer in dieser Spielzeit verließ Naldo den Trainerstab. Seitdem ist er als Hospitant in der Jugendabteilung des FC Schalke 04 tätig.

## Titel
Nationalmannschaft
- Copa-América-Sieger: 2007

Vereine
- Deutscher Pokalsieger (2): 2009 (Werder Bremen), 2015 (VfL Wolfsburg)
- Deutscher Supercupsieger: 2015 (VfL Wolfsburg)
- Deutscher Ligapokalsieger: 2006 (Werder Bremen)

Auszeichnungen
- Mitglied der VDV 11: 2014/15, 2017/18

## Sonstiges
Naldo ist verheiratet und hat einen Sohn, Naldinho (* 2005), der ebenfalls Fußballspieler ist, und eine Tochter. Ende 2014 wurde ihm die deutsche Staatsangehörigkeit verliehen.